# Sas

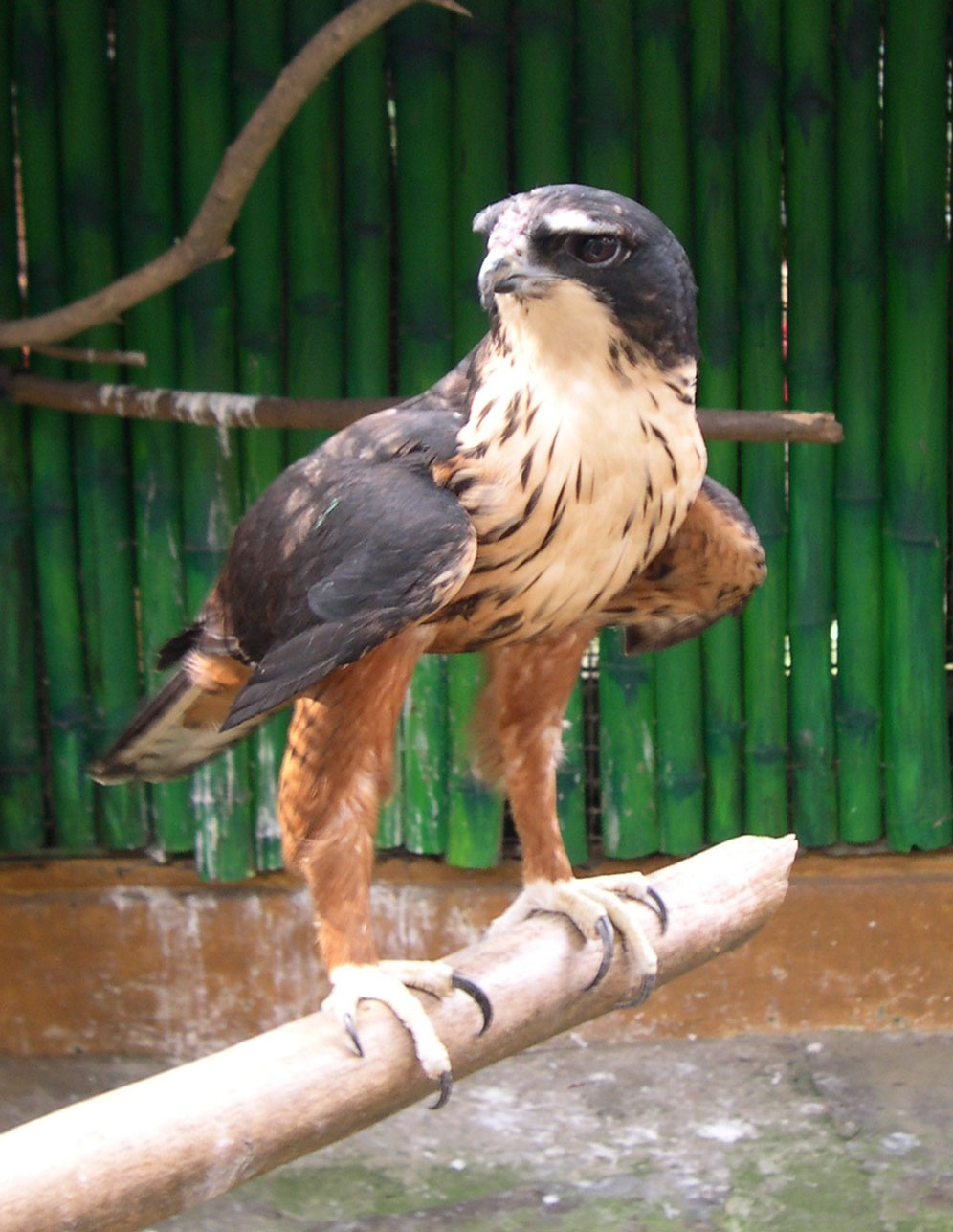
Vöröshasú törpesas (Hieraaetus kienerii)

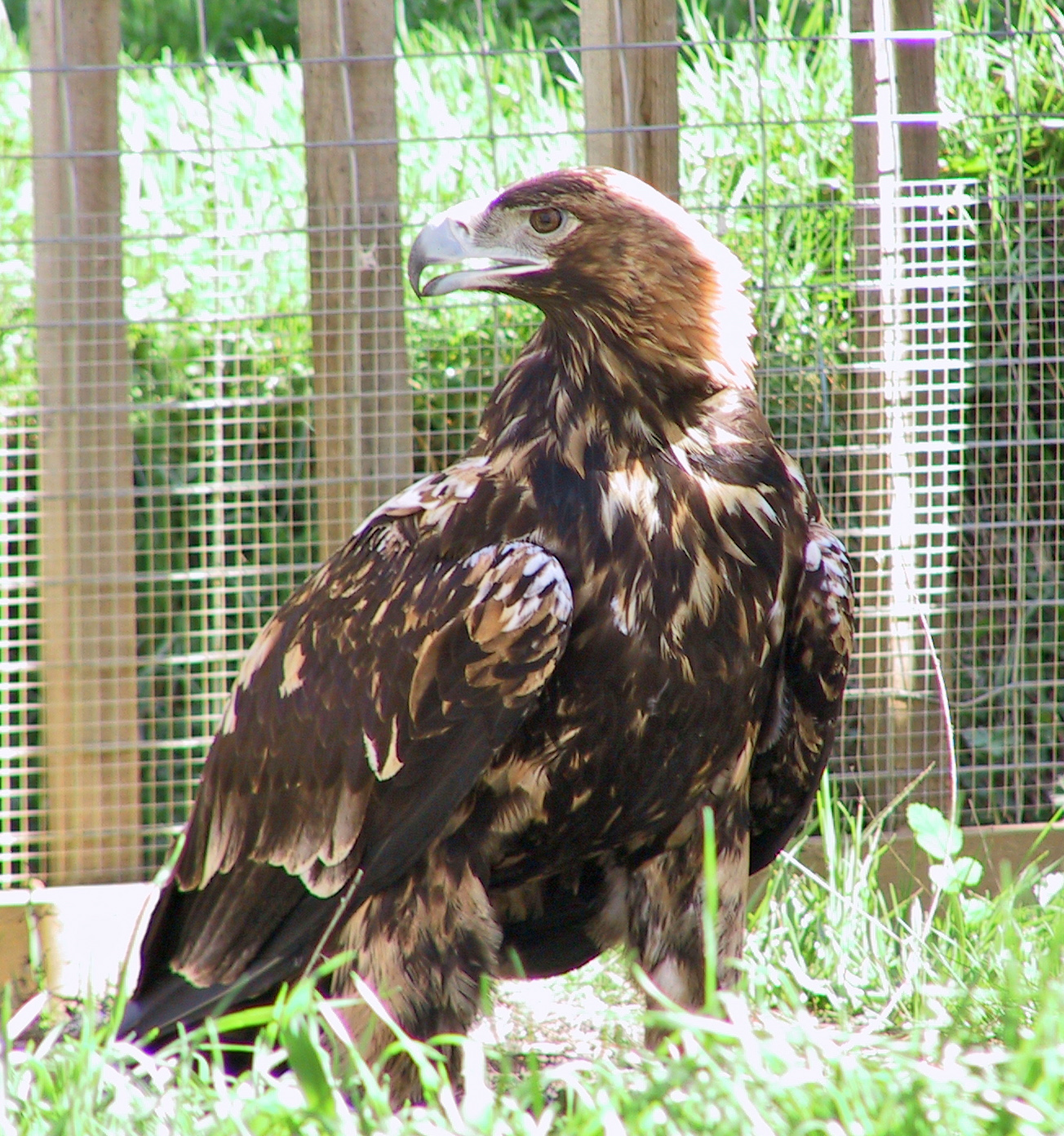
Ibériai sas (Aquila adalberti)

A sas a vágómadár-alakúak (Accipitriformes) rendjén belül a vágómadárfélék (Accipitridae) családjába tartozó egyes ragadozómadár-fajok összefoglaló elnevezése. Nem rendszertani kategória.

## Előfordulás
A sasok az egész Földön megtalálhatók, az északi tundrától kezdve trópusi esőerdőkig és sivatagokig.

## Fajok
A sasok következő fajai ismertek:
- Az ölyvformák (Buteoninae) alcsaládjában:
  - bóbitás remetesas (Harpyhaliaetus coronatus)
  - karvalysas (Morphnus guianensis)
  - hárpia (Harpia harpyja)
  - majomevő sas (Pithecophaga jefferyi)
  - dzsungelsas (Harpyopsis novaeguineae)
  - inka vitézsas (Oroaetus isidori)
  - vitézsas (Polemaetus bellicosus)
  - fehérfejű vitézsas vagy szarkasas (Spizastur melanoleucus)
  - kongói héjasas (Spizaetus africanus)
  - maláj vitézsas (Spizaetus alboniger)
  - jávai vitézsas (Spizaetus bartelsi)
  - bengáli vitézsas (Spizaetus cirrhatus)
  - celebeszi vitézsas (Spizaetus lanceolatus)
  - szumátrai vitézsas (Spizaetus nanus)
  - hegyi vitézsas (Spizaetus nipalensis)
  - díszes vitézsas (Spizaetus ornatus)
  - Fülöp-szigeteki vitézsas (Spizaetus philippensis)
  - fekete vitézsas (Spizaetus tyrannus)
  - bokrétás sas (Lophaetus occipitalis)
  - Koronás sas (Stephanoaetus coronatus)
  - héjasas (Hieraaetus fasciatus vagy Aquila fasciata)
  - törpesas (Hieraaetus pennatus vagy Aquila pennata)
  - vöröshasú törpesas (Hieraaetus kienerii)
  - ausztrál törpesas (Hieraaetus morphnoides)
  - pettyes törpesas (Hieraaetus ayresii)
  - afrikai héjasas (Hieraaetus spilogaster vagy Aquila spilogastra)
  - szirti sas (Aquila chrysaetos)
  - ékfarkú sas (Aquila audax)
  - fekete sas (Aquila clanga)
  - Gurney-sas (Aquila gurneyi)
  - parlagi sas (Aquila heliaca)
  - ibériai sas (Aquila adalberti)
  - pusztai sas (Aquila nipalensis)
  - szavannasas (Aquila rapax)
  - békászó sas (Aquila pomarina)
  - indiai békászósas (Aquila hastata)
  - kaffersas (Aquila verreauxi)
  - gyíkászó törpesas (Aquila wahlbergi)
  - maláj sas (Ictinaetus malayensis)
  - rétisas (Haliaeetus albicilla)
  - fehérfejű rétisas (Haliaeetus leucocephalus)
  - óriásrétisas (Haliaeetus pelagicus)
  - fehérhasú rétisas (Haliaeetus leucogaster)
  - szalagos rétisas (Haliaeetus leucoryphus)
  - Salamon-szigeteki rétisas (Haliaeetus sanfordi)
  - lármás rétisas (Haliaeetus vocifer)
  - madagaszkári rétisas (Haliaeetus vociferoides)
  - szalagos vízisas (Ichthyophaga ichthyaetus)
  - barnafarkú vízisas (Ichthyophaga humilis)
- A kányaformák (Milvinae) alcsaládjában:
  - feketemellű kányasas (Hamirostra melanosternon)
- A kígyászölyvformák (Circaetinae) alcsaládjában:
  - bukázósas (Terathopius ecaudatus)
  - kontyos kígyászsas (Spilornis cheela)
  - celebeszi kígyászsas (Spilornis rufipectus)
  - Fülöp-szigeteki kígyászsas (Spilornis holospilus)
  - andamáni kígyászsas (Spilornis elgini)
  - borneói kígyászsas (Spilornis kinabaluensis)
  - nikobári kígyászsas (Spilornis minimus)

Szintén sasnak nevezik a halászsast (Pandion haliaetus), ez azonban a vágómadár-alakúak egy külön családját, a halászsasféléket (Pandionidae) alkotja azok egyetlen képviselőjeként, vagyis nem tartozik a vágómadárfélék családjába.

## Képek

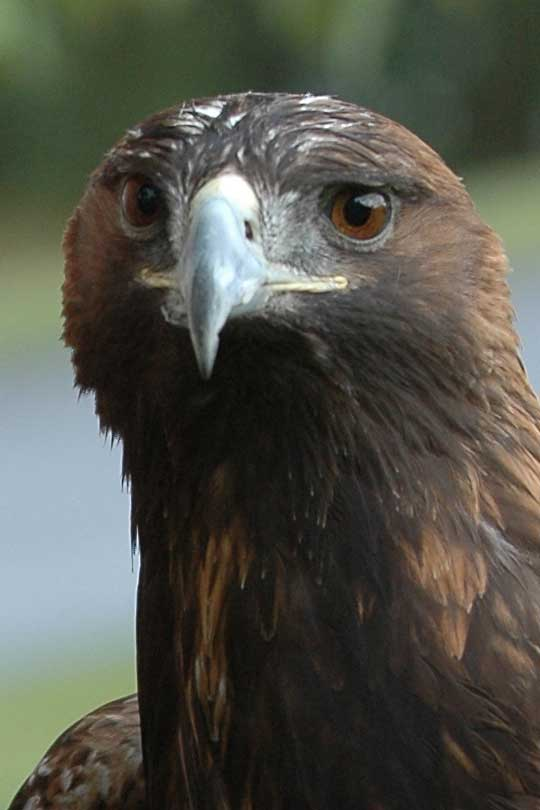
Szirti sas (Aquila chrysaetos)
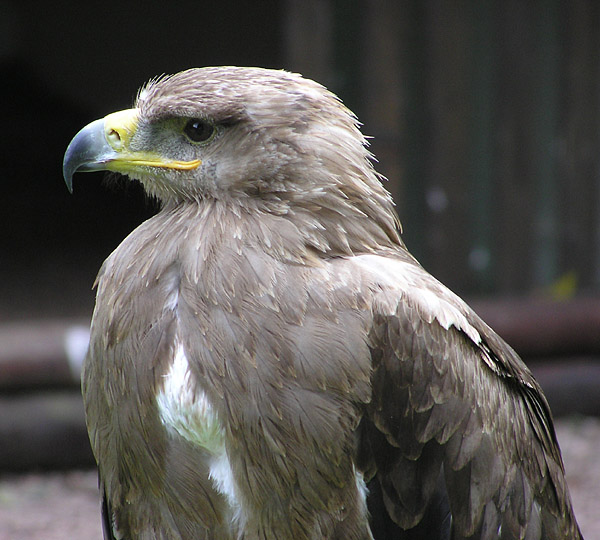
Szavannasas (Aquila rapax)
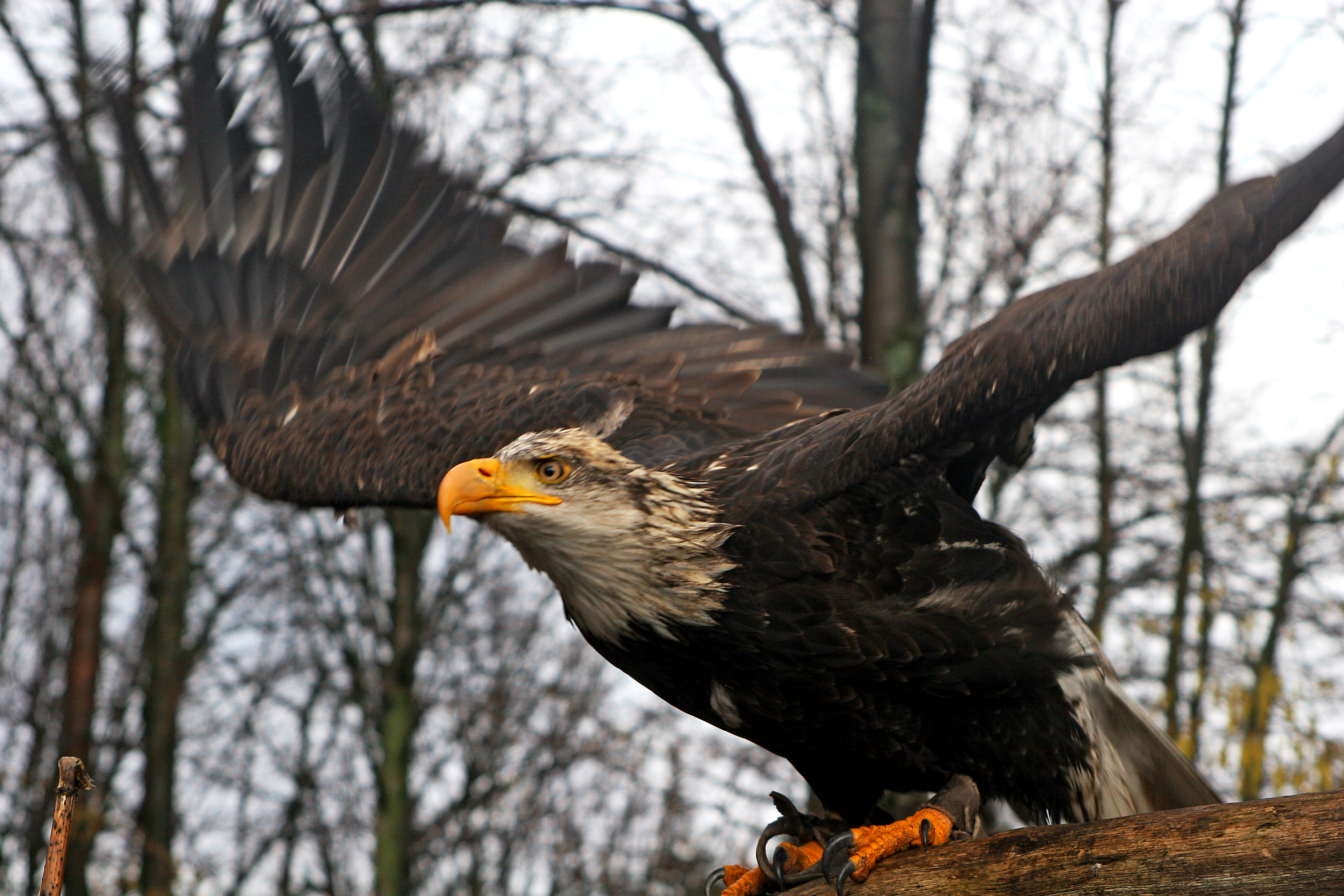
Fehérfejű rétisas (Haliaeetus leucocephalus)
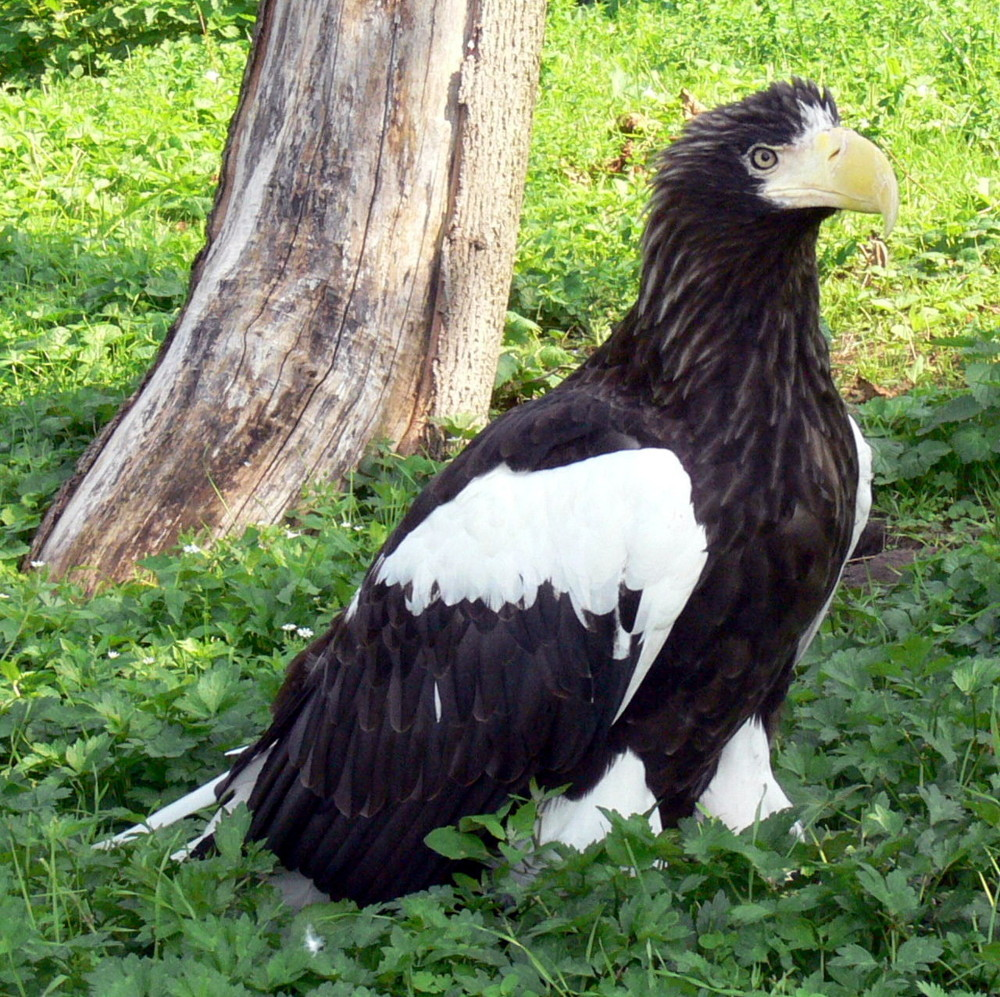
Óriásrétisas (Haliaeetus pelagicus)
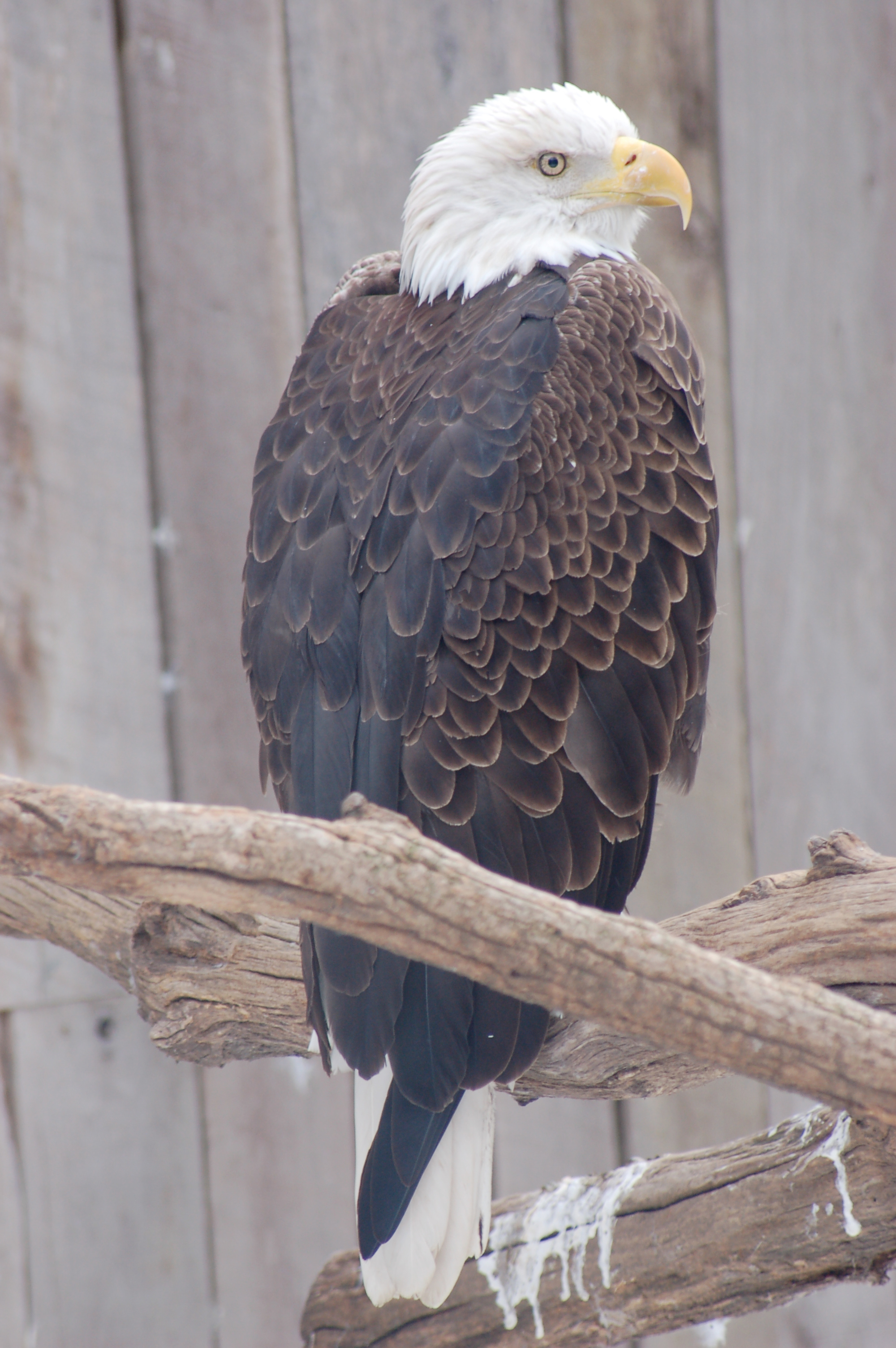
Fehérfejű rétisas (Haliaeetus leucocephalus)
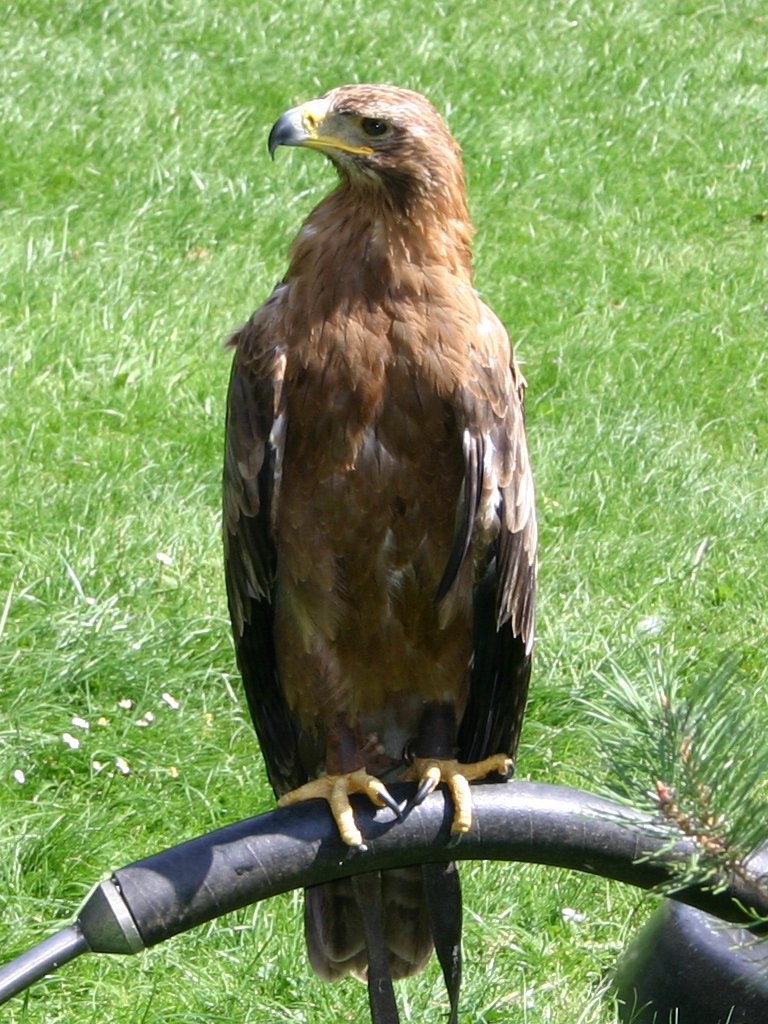
Pusztai sas (Aquila nipalensis)